# ギョキッツァ・ハジェヴスキー
ジョキツァ・ハジエフスキ（マケドニア語: Ѓокица Хаџиевски、1955年3月31日 - ）は、北マケドニア出身の元サッカー選手で、サッカー指導者。

## 来歴
現役時代はユーゴスラビアリーグでMFとしてプレーしつつ、大学で学問としてのスポーツを勉強していた。29歳で引退後、指導者の道へと進む。1989年にはユーゴスラビア代表コーチ、1990年にはユーゴスラビアコーチ連盟会長に就任した。
1991年にFKバルダールの監督に就任し、2度のリーグ優勝（1992/93、1994/95）と2度のカップ優勝（1992/93、1994/95）に導いた。1996年にユーゴから独立したマケドニア代表監督に就任。リベロも積極的に攻撃に参加させるなどの攻撃的サッカーが持ち味で、決して戦力的に恵まれていない母国を率いて他国と渡り合った。その経験を買われて、2000年にJリーグ・ジュビロ磐田監督に就任した。
磐田では3-5-2システムへの変更や、前年のチーム得点王である福西崇史のリベロ起用など、思い切った戦術の変更を行った。2月に行われたゼロックススーパーカップに勝利し、その月のアジア最優秀監督に選ばれ、磐田では最高のスタートを切った。
しかし、ドゥンガや名波浩の退団で元々前年に比べて戦力が低下していたところに、リーグ戦が始まると故障者が続出したことで思うように勝ち点を伸ばせず、1stステージは5位、2ndステージでも今一つ波に乗り切れないことがフロントの不興を買い、9月1日に解任された。
2001年、再度バルダールの監督に就任して、2年連続のリーグ優勝（2001/02、2002/03）を達成した。
2007年にはアゼルバイジャンのFKバクーの監督とアゼルバイジャン代表の臨時監督を兼任。しかしアゼルバイジャン代表はユーロ2008予選グループA最下位という結果に終わり、同年末に解任された。2008年、FKバクーの監督を解任。以後、キプロスなどで監督を務めた後、2011年からサウジアラビアのナジランSCの監督に就任した。

### 指導者として
上記にもあるようにマケドニア代表時代から非常に攻撃的な、点を取りに行くサッカーを指向していた。磐田でも名波不在のチームをどう構成するか（前年のチャンピオンシップも既に来日、観戦していた）を考えた彼は、それまで自分が採って来た攻撃的リベロを採用するのが最適だと考え、福西を最終ラインにコンバートしてリベロとした。
そのため2000年の磐田はかなりの攻撃力を誇っていた。ストッパー陣にも攻撃力が求められ、開幕第2戦の名古屋戦の決勝点は「ストッパーの井原正巳のスルーパスを福西が決める」というDF同士での得点であった。しかしリベロの穴を埋める守備は、中盤の底に奥大介と共に起用された服部年宏が活躍することが前提であった。5月の鹿島アントラーズ戦で服部があごを骨折して戦線離脱すると、奥や三浦文丈が奮闘するもののとたんに守備にほころびが発生し、首位戦線から脱落した。また福西が上がった隙を狙う相手の作戦に有効な打開策を見出せず、結局末期は福西を中盤に戻している。

## 指導歴
- FKペリステル 1988-1990
- FKバルダール 1991-1993
- PFC CSKAソフィア 1993-1994
- FKバルダール 1994-1995
- FKヴォイヴォディナ・ノヴィ・サド 1995-1996
- マケドニア代表 1996-1999
- FKシレクス 1998-1999
- ジュビロ磐田 2000
- FKバルダール 2001-2003
- AGSKカストリア 2003-2004
- PAEドクサ・ドラマス 2004-2005
- AGSKカストリア 2005-2006
- OFCヴィフレン・サンダンスキ 2006-2007
- FKバクー 2007-2009
- アゼルバイジャン代表 2007
- アトロミトス・ゲロスキプ  2009-2010
- シムレクPIK 2010-2011
- ナジランSC 2011-2012
- タアーウンFC 2012-2013
- ナジランSC 2013-2014
- アル・カーディシーヤ・アル・コバール 2014
- FKペリステル 2014-2015
- ハッタ・クラブ 2016-2017
- アル・ダフラFC 2018
- FKベラシツァ 2019
- エミレーツ・クラブ 2019-2020
- ハジェルFC 2021-

## タイトル

### 指導者時代
FKバルダール
- プルヴァ・マケドンスカ・フドバルスカ・リーガ：5回（1992-93、1993-94、1994-95、2001-02、2002-03）
- マケドニアカップ：1回（1992-93、1994-95）
- マケドニア共和国カップ：1回（1991-92）

ジュビロ磐田
- XEROX SUPER CUP：1回（2000）

FKバクー
- アゼルバイジャン・プレミアリーグ：1回（2008-09）